# Rejon mazanowski
Rejon mazanowski (ros. Мазановский район) – rejon w południowo-wschodniej Rosji, w środkowej części obwodu amurskiego. Stanowi jeden z 20 rejonów obwodu. Siedzibą administracyjną jest wieś (ros. село) Nowokijewskij Uwał.

## Demografia
W 2010 roku rejon zamieszkany był przez 14 803 mieszkańców.
Struktura płci w 2010 roku:
| Płeć      | Liczba ludności | %    |
| Mężczyźni | 7 275           | 49,1 |
| Kobiety   | 7 528           | 50,9 |
| Razem     | 14 803          | 100  |